# Athyrium concinnum
Athyrium concinnum är en majbräkenväxtart som beskrevs av Takenoshin Nakai. Athyrium concinnum ingår i släktet Athyrium och familjen Athyriaceae. Inga underarter finns listade.